# Liste des matchs de l'équipe de Corée du Nord de football par adversaire
Cette liste présente les matchs de l'équipe de Corée du Nord de football par adversaire rencontré. Lorsqu'une rivalité footballistique particulière existe entre la Corée du Nord et un autre pays, une page spécifique est parfois proposée.
- Haut – A
- B
- C
- D
- E
- F
- G
- H
- I
- J
- K
- L
- M
- N
- O
- P
- Q
- R
- S
- T
- U
- V
- W
- X
- Y
- Z

## A

### Afghanistan
| Date          | Lieu            | Match                       | Score | Compétition  |
| 11 avril 2011 | Katmandou Népal | Afghanistan - Corée du Nord | 0 - 2 | Match amical |

Bilan
- Total de matchs disputés : 1
- Victoires de l'équipe d'Afghanistan : 0
- Victoires de l'équipe de Corée du Nord : 1
- Matchs nuls : 0

### Afrique du Sud
| Date          | Lieu                  | Match                          | Score | Compétition  |
| 22 avril 2010 | Taunusstein Allemagne | Afrique du Sud - Corée du Nord | 0 - 0 | Match amical |

Bilan
- Total de matchs disputés : 1
- Victoires de l'équipe d'Afrique du Sud : 0
- Victoires de l'équipe de Corée du Nord : 0
- Matchs nuls : 1

### Algérie
| Date            | Lieu          | Match                   | Score | Compétition  |
| 5 décembre 1969 | Alger Algérie | Algérie - Corée du Nord | 1 - 3 | Match amical |

Bilan
- Total de matchs disputés : 1
- Victoires de l'équipe d'Algérie : 0
- Victoires de l'équipe de Corée du Nord : 1
- Matchs nuls : 0

### Arabie saoudite
| Date             | Lieu      | Match                           | Score             | Compétition                                        |
| 24 novembre 1982 | New Delhi | Corée du Nord - Arabie Saoudite | 2-2               | Jeux asiatiques de 1982 (1er tour, groupe A)       |
| 2 décembre 1982  | New Delhi | Arabie Saoudite - Corée du Nord | 3-0*              | Jeux asiatiques de 1982 (match pour la 3e place)   |
| 1er octobre 1990 | Pékin     | Corée du Nord - Arabie Saoudite | 0-0 (t.a.b : 4-3) | Jeux asiatiques de 1990 (quart de finale)          |
| 28 octobre 1989  | Guangzhou | Arabie saoudite - Corée du Nord | 2-0               | Eliminatoires de la Coupe du monde 1990 (2e tour)  |
| 18 octobre 1993  | Doha      | Arabie saoudite - Corée du Nord | 2-1               | Eliminatoires de la Coupe du monde 1994 (2e tour)  |
| 23 juillet 2001  | Malaisie  | Arabie saoudite - Corée du Nord | 1-0               | Match amical                                       |
| 4 juillet 2007   | Singapour | Arabie saoudite - Corée du Nord | 1-1               | Match amical                                       |
| 11 février 2009  | Pyongyang | Corée du Nord - Arabie saoudite | 1-0               | Eliminatoires de la Coupe du monde 2010 (4e tour)  |
| 17 juin 2009     | Riyad     | Arabie saoudite - Corée du Nord | 0-0               | Eliminatoires de la Coupe du monde 2010 (4e tour)  |
| 14 janvier 2015  | Melbourne | Corée du Nord - Arabie Saoudite | 1-4               | Coupe d'Asie des Nations 2015 (1er tour, groupe B) |

- L'Arabie Saoudite a remporté le match sur tapis vert.

Bilan
- Total de matchs disputés : 10
- Victoires de l'équipe de Corée du Nord : 1
- Victoires de l'équipe d'Arabie saoudite : 5
- Matchs nuls : 4

### Australie
| Date             | Lieu                | Match                     | Score | Compétition                                |
| 21 novembre 1965 | Phnom Penh Cambodge | Corée du Nord - Australie | 6 - 1 | Qualifications pour la Coupe du monde 1966 |
| 24 novembre 1965 | Phnom Penh Cambodge | Australie - Corée du Nord | 1 - 3 | Qualifications pour la Coupe du monde 1966 |
| 10 novembre 1981 | Bangkok Thaïlande   | Corée du Nord - Australie | 0 - 0 | Match amical                               |
| 5 décembre 2012  | Hong Kong           | Australie - Corée du Nord | 1 - 1 | Coupe d'Asie de l'Est de football 2013     |

Bilan
- Total de matchs disputés : 4
- Victoires de l'équipe d'Australie : 0
- Victoires de l'équipe de Corée du Nord : 2
- Match nul : 2

## B

### Bangladesh
| Date              | Lieu   | Match                      | Score | Compétition                                          |
| 16 septembre 1980 | Koweït | Corée du Nord - Bangladesh | 3 - 2 | Coupe d'Asie des nations de football 1980 (1er tour) |

Bilan
- Total de matchs disputés : 1
- Victoires de l'équipe du Brésil : 0
- Victoires de la Corée du Nord : 1
- Match nul : 0

### Brésil
| Date         | Lieu          | Match                  | Score | Compétition                    |
| 15 juin 2010 | Johannesbourg | Brésil - Corée du Nord | 2 - 1 | Coupe du monde 2010 (groupe G) |

Bilan
- Total de matchs disputés : 1
- Victoires de l'équipe du Brésil : 1
- Victoires de la Corée du Nord : 0
- Match nul : 0

### Bulgarie
| Date          | Lieu  | Match                    | Score | Compétition  |
| 25 mai 1974   | Sofia | Bulgarie - Corée du Nord | 6-1   | Match amical |
| 5 mai 1976    | Sofia | Bulgarie - Corée du Nord | 3-0   | Match amical |
| 30 avril 1986 | Sofia | Bulgarie - Corée du Nord | 3-0   | Match amical |

Bilan
- Total de matchs disputés : 3
- Victoires de l'équipe de Bulgarie : 3
- Matchs nuls : 0
- Victoires de l'équipe de Corée du Nord : 0

## C

### Cambodge
Confrontations entre le Cambodge et la Corée du Nord :
| Date             | Lieu       | Match                    | Score | Compétition  |
| 9 août 1965      | Pyongyang  | Corée du Nord - Cambodge | 4-0   | Match amical |
| 25 novembre 1966 | Phnom Penh | Cambodge - Corée du Nord | 0-2   | Match amical |

Bilan
Total de matchs disputés : 2
- Victoires de l'équipe de Corée du Nord : 2
- Match nul : 0
- Victoire de l'équipe du Cambodge : 0

### Canada
| Date         | Lieu      | Match                  | Score | Compétition  |
| 26 août 1986 | Singapour | Corée du Nord - Canada | 0 - 0 | Match amical |
| 30 août 1986 | Singapour | Corée du Nord - Canada | 2 - 0 | Match amical |

Bilan
- Total de matchs disputés : 2
- Victoires de l'équipe du Canada : 0
- Victoires de l'équipe de Corée du Nord : 1
- Matchs nuls : 1

### Chili
| Date            | Lieu          | Match                 | Score | Compétition                    |
| 15 juillet 1966 | Middlesbrough | Corée du Nord - Chili | 1 - 1 | Coupe du monde 1966 (Groupe D) |

Bilan
- Total de matchs disputés : 1
- Victoires de l'équipe du Chili : 0
- Victoires de l'équipe de Corée du Nord : 0
- Matchs nuls : 1

### Congo
| Date            | Lieu    | Match                 | Score | Compétition  |
| 13 octobre 2009 | Le Mans | Corée du Nord - Congo | 0 - 0 | Match amical |

Bilan
- Total de matchs disputés : 1
- Victoires de l'équipe de Corée du Nord : 0
- Victoires de l'équipe du Congo : 0
- Matchs nuls : 1

### Côte d'Ivoire
| Date         | Lieu                        | Match                         | Score | Compétition                    |
| 25 juin 2010 | Mbombela Stadium, Nelspruit | Côte d'Ivoire - Corée du Nord | 3 - 0 | Coupe du monde 2010 (groupe G) |

Bilan
- Total de matchs disputés : 1
- Victoires de l'équipe de Côte d'Ivoire : 1
- Victoires de la Corée du Nord : 0
- Match nul : 0

### Corée du Sud
| Date              | Lieu        | Match                        | Score | Compétition                                       |
| 22 décembre 1978  | Bangkok     | Corée du Sud - Corée du Nord | 0 - 0 | Coupe d'Asie des nations 1980 (Demi-finale)       |
| 28 septembre 1980 | Koweit City | Corée du Sud - Corée du Nord | 2 - 1 | Coupe d'Asie des nations 1980 (Demi-finale)       |
| 16 octobre 1989   | Singapour   | Corée du Sud - Corée du Nord | 1 - 0 | Éliminatoires de la Coupe du monde 1990           |
| 29 juillet 1990   | Pékin       | Corée du Sud - Corée du Nord | 1 - 0 | Dynasty Cup 1990                                  |
| 11 octobre 1990   | Pyongyang   | Corée du Nord - Corée du Sud | 2 - 1 | Match amical                                      |
| 23 octobre 1990   | Séoul       | Corée du Sud - Corée du Nord | 1 - 0 | Match amical                                      |
| 24 août 1992      | Pékin       | Corée du Sud - Corée du Nord | 1 - 1 | Dynasty Cup 1992                                  |
| 28 octobre 1993   | Doha        | Corée du Sud - Corée du Nord | 3 - 0 | Éliminatoires de la Coupe du monde 1994           |
| 4 août 2005       | Jeonju      | Corée du Sud - Corée du Nord | 0 - 0 | Coupe d'Asie de l'Est 2005 (Phase finale)         |
| 14 août 2005      | Séoul       | Corée du Sud - Corée du Nord | 3 - 0 | Match amical                                      |
| 20 février 2008   | Chongqing   | Corée du Nord - Corée du Sud | 1 - 1 | Coupe d'Asie de l'Est 2008 (Phase finale)         |
| 26 mars 2008      | Shanghai    | Corée du Nord - Corée du Sud | 0 - 0 | Éliminatoires de la Coupe du monde 2010 (3e tour) |
| 22 juin 2008      | Séoul       | Corée du Sud - Corée du Nord | 0 - 0 | Éliminatoires de la Coupe du monde 2010 (3e tour) |
| 10 septembre 2008 | Shanghai    | Corée du Nord - Corée du Sud | 1 - 1 | Éliminatoires de la Coupe du monde 2010 (4e tour) |
| 1er avril 2009    | Seoul       | Corée du Sud - Corée du Nord | 1 - 0 | Éliminatoires de la Coupe du monde 2010 (4e tour) |
| 9 août 2015       | Wuhan       | Corée du Nord - Corée du Sud | 0 - 0 | Coupe d'Asie de l'Est 2015 (Phase finale)         |
| 12 décembre 2017  | Tokyo       | Corée du Nord - Corée du Sud | 0-1   | Coupe d'Asie de l'Est de football 2017            |

Bilan
- Total de matchs disputés : 17
- Victoires de l'équipe de Corée du Nord : 1
- Victoires de l'équipe de Corée du Sud : 8
- Matchs nuls : 8

## E

### Égypte
| Date            | Lieu     | Match                  | Score | Compétition  |
| 23 janvier 2001 | Ismaïlia | Égypte - Corée du Nord | 1 - 0 | Match amical |

Bilan
- Total de matchs disputés : 1
- Victoires de l'équipe de Corée du Nord : 0
- Victoires de l'équipe d'Égypte : 1
- Matchs nuls : 0

### Émirats arabes unis

#### Confrontations
Confrontations entre les Émirats arabes unis et la Corée du Nord :
|    | Date             | Lieu      | Match                               | Score           | Compétition                                                          |
| -- | ---------------- | --------- | ----------------------------------- | --------------- | -------------------------------------------------------------------- |
| 1  | 12 octobre 1989  | Singapour | Émirats arabes unis - Corée du Nord | 0-0             | Tours préliminaires à la Coupe du monde 1990 (zone Asie, tour final) |
| 2  | 3 novembre 1992  | Hiroshima | Émirats arabes unis - Corée du Nord | 2-1             | Coupe d'Asie des nations 1992 (gr. 1)                                |
| 3  | 2 décembre 1998  | Bangkok   | Émirats arabes unis - Corée du Nord | 3-3 (tab : 4-1) | Jeux asiatiques de 1998 (1er tour)                                   |
| 4  | 31 mars 2004     | Pyongyang | Corée du Nord - Émirats arabes unis | 0-0             | Phase qualificative de la Coupe du monde 2006 (zone Asie, 1er tour)  |
| 5  | 17 novembre 2004 | Dubaï     | Émirats arabes unis - Corée du Nord | 1-0             | Phase qualificative de la Coupe du monde 2006 (zone Asie, 1er tour)  |
| 6  | 1er juillet 2007 | Singapour | Émirats arabes unis - Corée du Nord | 1-0             | Match amical                                                         |
| 7  | 6 septembre 2008 | Abou Dabi | Émirats arabes unis - Corée du Nord | 1-2             | Éliminatoires de la Coupe du monde 2010 (zone Asie, 4e tour)         |
| 8  | 28 mars 2009     | Pyongyang | Corée du Nord - Émirats arabes unis | 2-0             | Éliminatoires de la Coupe du monde 2010 (zone Asie, 4e tour)         |
| 9  | 11 janvier 2011  | Doha      | Corée du Nord - Émirats arabes unis | 0-0             | Coupe d'Asie des nations 2011 (gr. D)                                |
| 10 | 24 août 2016     | Shanghai  | Corée du Nord - Émirats arabes unis | 2-0             | Match amical                                                         |

#### Bilan
Au 12 avril 2019 :
- Total de matchs disputés : 9
- Victoires des Émirats arabes unis : 3
- Matchs nuls : 4
- Victoires de la Corée du Nord : 3
- Total de buts marqués par les Émirats arabes unis : 8
- Total de buts marqués par la Corée du Nord : 10

### États-Unis
| Date            | Lieu       | Match                      | Score | Compétition  |
| 19 octobre 1991 | Washington | États-Unis - Corée du Nord | 2 - 1 | Match amical |

Bilan
- Total de matchs disputés : 1
- Victoires de l'équipe de Corée du Nord : 0
- Victoires de l'équipe des États-Unis : 1
- Matchs nuls : 0

## F

### Finlande
| Date            | Lieu    | Match                    | Score | Compétition  |
| 31 janvier 1993 | Chennai | Corée du Nord - Finlande | 3 - 2 | Match amical |

Bilan
- Total de matchs disputés : 1
- Victoires de l'équipe de Corée du Nord : 1
- Victoires de l'équipe de Finlande : 0
- Matchs nuls : 0

## G

### Grèce
| Date        | Lieu   | Match                 | Score | Compétition  |
| 25 mai 2010 | Altach | Grèce - Corée du Nord | 2 - 2 | Match amical |

Bilan
- Total de matchs disputés : 1
- Victoires de l'équipe de Corée du Nord : 0
- Victoires de l'équipe de Grèce : 0
- Matchs nuls : 1

## I

### Israël
| Date              | Lieu    | Match                  | Score | Compétition  |
| 12 septembre 1974 | Téhéran | Corée du Nord - Israël | 0 - 2 | Match amical |

Bilan
- Total de matchs disputés : 1
- Victoires de l'équipe de Corée du Nord : 0
- Victoires de l'équipe d'Israël : 1
- Matchs nuls : 0

### Italie
| Date            | Lieu          | Match                  | Score | Compétition                    |
| 19 juillet 1966 | Middlesbrough | Corée du Nord - Italie | 1 - 0 | Coupe du monde 1966 (Groupe D) |

Bilan
- Total de matchs disputés : 1
- Victoires de l'équipe de Corée du Nord : 1
- Victoires de l'équipe d'Italie : 0
- Matchs nuls : 0

## J

### Japon
Confrontations entre la Corée du Nord et le Japon :
| Date              | Lieu      | Match                 | Score    | Compétition                                                        |
| 17 juin 1975      | Hong Kong | Corée du Nord - Japon | 1 - 0    | Qualifications pour la Coupe d'Asie des nations 1976 (Groupe 4-B)  |
| 23 août 1979      | Pyongyang | Corée du Nord - Japon | 0 - 0    | Match amical                                                       |
| 30 décembre 1980  | Hong Kong | Corée du Nord - Japon | 1-0 a.p. | Qualifications pour la Coupe du monde 1982 (Groupe 4 - 1/2 Finale) |
| 21 mars 1985      | Tokyo     | Japon - Corée du Nord | 1 - 0    | Qualifications pour la Coupe du monde 1986 - 1er tour (Groupe 4)   |
| 30 avril 1985     | Pyongyang | Corée du Nord - Japon | 0 - 0    | Qualifications pour la Coupe du monde 1986 - 1er tour (Groupe 4)   |
| 4 juin 1989       | Tokyo     | Japon - Corée du Nord | 2 - 1    | Qualifications pour la Coupe du monde 1990 - 1er tour (Groupe 6)   |
| 25 juin 1989      | Pyongyang | Corée du Nord - Japon | 2 - 0    | Qualifications pour la Coupe du monde 1990 - 1er tour (Groupe 6)   |
| 31 juillet 1990   | Pékin     | Japon - Corée du Nord | 0 - 1    | Match amical                                                       |
| 26 août 1992      | Pékin     | Japon - Corée du Nord | 4 - 1    | Dynasty Cup 1992                                                   |
| 1er novembre 1992 | Hiroshima | Japon - Corée du Nord | 1 - 1    | Coupe d'Asie des nations 1992 - 1er tour (Groupe 1)                |
| 21 octobre 1993   | Doha      | Corée du Nord - Japon | 0 - 3    | Qualifications pour la Coupe du monde 1994 - Tour final            |
| 9 février 2005    | Saitama   | Japon - Corée du Nord | 2 - 1    | Qualifications pour la Coupe du monde 2006 - 3e tour (Groupe B)    |
| 8 juin 2005       | Bangkok   | Corée du Nord - Japon | 0 - 2    | Qualifications pour la Coupe du monde 2006 - 3e tour (Groupe B)    |
| 31 juillet 2005   | Daejeon   | Corée du Nord - Japon | 1 - 0    | Coupe d'Asie de l'Est de football 2005                             |
| 17 février 2008   | Chongqing | Japon - Corée du Nord | 1 - 1    | Coupe d'Asie de l'Est de football 2008                             |
| 2 septembre 2011  | Saitama   | Japon - Corée du Nord | 1 - 0    | Qualifications pour la Coupe du monde 2014                         |
| 15 novembre 2011  | Pyongyang | Corée du Nord - Japon | 1 - 0    | Qualifications pour la Coupe du monde 2014                         |
| 2 août 2015       | Wuhan     | Corée du Nord - Japon | 2 - 1    | Coupe d'Asie de l'Est 2015                                         |
| 9 décembre 2017   | Tokyo     | Japon - Corée du Nord | 1-0      | Coupe d'Asie de l'Est de football 2017                             |

Bilan
Total de matchs disputés : 19
- Victoires de l'équipe du Japon : 8
- Matchs nuls : 4
- Victoires de l'équipe de Corée du Nord : 7

## K

### Kirghizistan
| Date            | Lieu    | Match                        | Score | Compétition                       |
| 19 février 2010 | Colombo | Kirghizistan - Corée du Nord | 0 - 4 | AFC Challenge Cup 2010 (1er tour) |

Bilan
- Total de matchs disputés : 1
- Victoires de l'Équipe de Corée du Nord : 1
- Victoires de l'Équipe du Kirghizistan : 0
- Matchs nuls : 0

## L

### Lettonie
| Date             | Lieu   | Match                    | Score | Compétition              |
| 26 décembre 2005 | Phuket | Lettonie - Corée du Nord | 1 - 1 | King's Cup 2005          |
| 30 décembre 2005 | Phuket | Lettonie - Corée du Nord | 2 - 1 | King's Cup 2005 (finale) |

Bilan
- Total de matchs disputés : 2
- Victoires de l'Équipe de Corée du Nord : 0
- Victoires de l'Équipe de Lettonie : 1
- Matchs nuls : 1

### Liban
| Date             | Lieu     | Match                 | Score | Compétition                                         |
| 19 novembre 2019 | Beyrouth | Liban - Corée du Nord | 0 - 0 | Éliminatoires de la Coupe du monde de football 2022 |

Bilan
- Total de matchs disputés : 1
- Victoires de l'Équipe du Liban : 0
- Victoires de l'Équipe de Corée du Nord : 0
- Match nuls : 1

## M

### Macao

#### Confrontations
Confrontations entre Macao et la Corée du Nord :
|   | Date             | Lieu      | Match                 | Score | Compétition                                                               |
| - | ---------------- | --------- | --------------------- | ----- | ------------------------------------------------------------------------- |
| 1 | 22 décembre 1980 | Hong Kong | Corée du Nord - Macao | 3-0   | Tours préliminaires à la Coupe du monde 1982 (zone Asie-Océanie, gr. 4-A) |
| 2 | 5 juin 1992      | Pyongyang | Corée du Nord - Macao | 2-0   | Tour préliminaire à la Coupe d'Asie des nations 1992 (gr. 4)              |
| 3 | 21 juin 2007     | Macao     | Macao - Corée du Nord | 1-7   | Coupe d'Asie de l'Est 2008 (tour préliminaire)                            |

#### Bilan
Au 9 avril 2019 :
- Total de matchs disputés : 3
- Victoires de Macao : 0
- Matchs nuls : 0
- Victoires de la Corée du Nord : 3
- Total de buts marqués par Macao : 1
- Total de buts marqués par la Corée du Nord : 12

### Mali
| Date             | Lieu | Match                | Score | Compétition  |
| 27 décembre 2009 | Doha | Corée du Nord - Mali | 1 - 0 | Match amical |

Bilan
- Total de matchs disputés : 1
- Victoires de l'Équipe de Corée du Nord : 1
- Victoires de l'Équipe du Mali : 0
- Matchs nuls : 0

### Mexique
| Date         | Lieu    | Match                   | Score | Compétition  |
| 17 mars 2010 | Torreón | Mexique - Corée du Nord | 2 - 1 | Match amical |

Bilan
- Total de matchs disputés : 1
- Victoires de l'Équipe de Corée du Nord : 0
- Victoires de l'Équipe du Mexique : 1
- Matchs nuls : 0

## N

### Nigeria
| Date        | Lieu          | Match                   | Score | Compétition  |
| 6 juin 2010 | Johannesbourg | Nigeria - Corée du Nord | 3 - 1 | Match amical |

Bilan
- Total de matchs disputés : 1
- Victoires de l'Équipe de Corée du Nord : 0
- Victoires de l'Équipe du Nigeria : 1
- Matchs nuls : 0

### Norvège
| Date            | Lieu   | Match                   | Score | Compétition  |
| 25 juillet 1973 | Bergen | Norvège - Corée du Nord | 3 - 0 | Match amical |

## O

### Oman
| Date             | Lieu      | Match                | Score               | Compétition                |
| 24 décembre 2005 | Krabi     | Oman - Corée du Nord | 2 - 1               | King's Cup 2005 (1er tour) |
| 28 juin 2007     | Singapour | Oman - Corée du Nord | 2 - 2 (t.a.b : 4-3) | Match amical               |

Bilan
- Total de matchs disputés : 2
- Victoires de l'Équipe de Corée du Nord : 0
- Victoires de l'Équipe d'Oman : 1
- Matchs nuls : 1

## P

### Palestine
| Date         | Lieu      | Match                     | Score | Compétition                          |
| 16 mars 2012 | Katmandou | Corée du Nord - Palestine | 2 - 0 | AFC Challenge Cup 2012 (Demi-finale) |

Bilan
- Total de matchs disputés : 1
- Victoires de l'Équipe de Corée du Nord : 1
- Victoires de l'Équipe de Palestine : 0
- Matchs nuls : 0

### Paraguay
| Date        | Lieu | Match                    | Score | Compétition  |
| 15 mai 2010 | Nyon | Paraguay - Corée du Nord | 1 - 0 | Match amical |

Bilan
- Total de matchs disputés : 1
- Victoires de l'Équipe de Corée du Nord : 0
- Victoires de l'Équipe du Paraguay : 1
- Matchs nuls : 0

### Philippines
| Date            | Lieu      | Match                       | Score | Compétition                                                    |
| 9 mars 2012     | Katmandou | Corée du Nord - Philippines | 2 - 0 | AFC Challenge Cup 2012 (1er tour)                              |
| 8 octobre 2015  | Pyongyang | Corée du Nord - Philippines | 0 - 0 | Qualifications pour la Coupe du Monde 2018 (2e tour, groupe H) |
| 29 mars 2016    | Manille   | Philippines - Corée du Nord | 3 - 2 | Qualifications pour la Coupe du Monde 2018 (2e tour, groupe H) |
| 10 octobre 2016 | Bocaue    | Philippines - Corée du Nord | 1 - 3 | Match amical                                                   |

Bilan
- Total de matchs disputés : 4
- Victoires de l'Équipe de Corée du Nord : 2
- Victoires de l'Équipe des Philippines : 1
- Matchs nuls : 1

### Pologne
| Date           | Lieu      | Match                   | Score | Compétition  |
| 7 octobre 1986 | Bydgoszcz | Pologne - Corée du Nord | 2 - 2 | Match amical |

Bilan
- Total de matchs disputés : 1
- Victoires de l'Équipe de Corée du Nord : 0
- Victoires de l'Équipe du Pologne : 0
- Matchs nuls : 1

### Portugal
| Date            | Lieu                        | Match                    | Score | Compétition                      |
| 23 juillet 1966 | Liverpool                   | Portugal - Corée du Nord | 5 - 3 | Coupe du monde 1966 (1/4 finale) |
| 21 juin 2010    | Green Point Stadium, Le Cap | Portugal - Corée du Nord | 7 - 0 | Coupe du monde 2010 (Groupe G)   |

Bilan
- Total de matchs disputés : 2
- Victoires de l'Équipe de Corée du Nord : 0
- Victoires de l'Équipe du Portugal : 2
- Matchs nuls : 0

## S

### Sri Lanka
| Date            | Lieu      | Match                     | Score | Compétition                       |
| 31 juillet 2008 | Hyderabad | Corée du Nord - Sri Lanka | 3 - 0 | AFC Challenge Cup 2008 (1er tour) |
| 7 avril 2011    | Katmandou | Corée du Nord - Sri Lanka | 4 - 0 | Match amical                      |

Bilan
- Total de matchs disputés : 2
- Victoires de l'Équipe de Corée du Nord : 2
- Victoires de l'Équipe de Suède : 0
- Matchs nuls : 0

### Suède
| Date            | Lieu       | Match                 | Score           | Compétition              |
| 18 février 2003 | Bangkok    | Suède - Corée du Nord | 1 - 1           | King's Cup 2003          |
| 22 février 2003 | Bangkok    | Suède - Corée du Nord | 4 - 0           | King's Cup 2003 (finale) |
| 23 janvier 2013 | Chiang Mai | Suède - Corée du Nord | 1 - 1 tab 4 - 1 | King's Cup 2013          |

Bilan
- Total de matchs disputés : 3
- Victoires de l'Équipe de Corée du Nord : 0
- Victoires de l'Équipe de Suède : 1
- Matchs nuls : 2

## U

### URSS
| Date            | Lieu          | Match                | Score | Compétition                    |
| 12 juillet 1966 | Middlesbrough | Corée du Nord - URSS | 0 - 3 | Coupe du monde 1966 (Groupe D) |

Bilan
- Total de matchs disputés : 1
- Victoires de l'équipe de Corée du Nord : 0
- Victoires de l'équipe d'URSS : 1
- Matchs nuls : 0

## V

### Venezuela
| Date        | Lieu           | Match                     | Score | Compétition  |
| 6 mars 2010 | Puerto La Cruz | Venezuela - Corée du Nord | 2 - 1 | Match amical |

Bilan
- Total de matchs disputés : 1
- Victoires de l'équipe de Corée du Nord : 0
- Victoires de l'équipe du Venezuela : 1
- Matchs nuls : 0

## Z

### Zambie
| Date             | Lieu   | Match                  | Score | Compétition  |
| 21 novembre 2009 | Lusaka | Zambie - Corée du Nord | 4 - 1 | Match amical |

Bilan
- Total de matchs disputés : 1
- Victoires de l'équipe de Corée du Nord : 0
- Victoires de l'équipe de Zambie : 1
- Matchs nuls : 0